# Эргнети
Эргне́ти (груз. ერგნეთი, осет. Эргнет) — село в Горийском муниципалитете Грузии на границе с Южной Осетией в 1 км к югу от Цхинвала.
В селе с 1996 по 2004 год действовал стихийный беспошлинный рынок, служивший основным местом ввоза контрабандных российских товаров на территорию Грузии. По решению руководства Грузии рынок был закрыт 11 июня 2004 года путем физического перекрытия проезда и сноса торговых и складских строений.  
По сообщению ИА РЕС, в ночь с 1-го на 2-е августа 2008 года со стороны села по Цхинвалу и миротворческим постам вёлся миномётный огонь с 3 часов ночи до 8 утра. По сообщению местных источников, 7 августа 2008 года в связи с осетинскими обстрелами из села началась эвакуация женщин и детей.
До войны августа 2008 года в селе размещался грузинский миротворческий батальон. Согласно публикации Новой Газеты, из-за бездействия российских военных село было практически уничтожено — из 150 домов мародёрами были сожжены около 90 %, также были убиты пятеро местных жителей.

## Механизм превенции инцидентов и реагирования на них

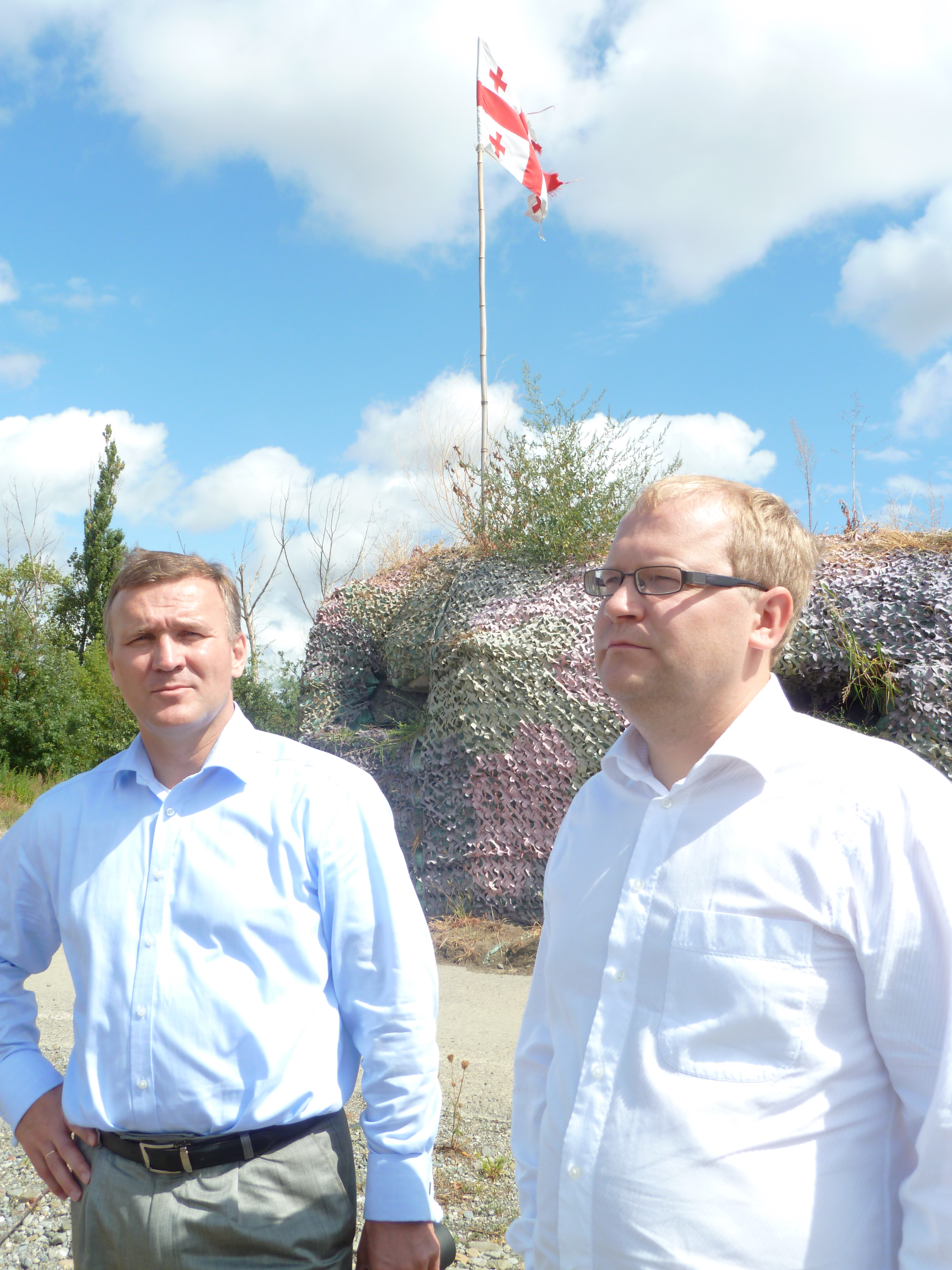
Министр иностранных дел Эстонии Урмас Паэт в Эргнети в 2010 году у грузинского контрольного пункта

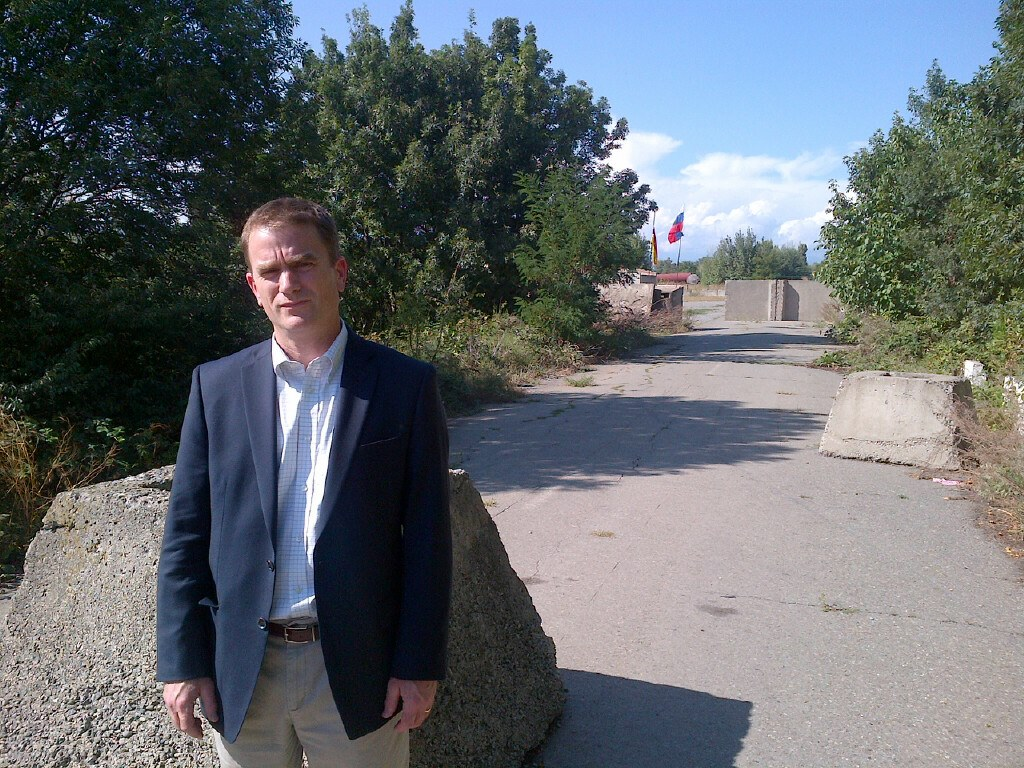
Заместитель главы МНЕС Николас Берлинер в 2014 году у российского контрольного пункта

В селе Эргнети со средней периодичностью раз в полтора месяца проходят встречи грузинских, южноосетинских и российских пограничников в рамках Механизма превенции инцидентов и реагирования на них (meeting of the Incident Prevention and Response Mechanism). В январе 2017 произошла 73-я такая встреча. В январе 2022 года прошла 104-я встреча.